# Песчаный (Анапа)
Песча́ный — хутор в муниципальном образовании город-курорт Анапа Краснодарского края России. Административно входит в состав Приморского сельского округа.

## География
Расположен в западной части города-курорта Анапы к северу от Витязевского сельского округа на берегу Витязевского лимана. 
На юге граничит с селом Витязево, на западе с Витязевским лиманом. На севере от хутора расположен хутор Капустин, а с востока Песчаный ограничен железнодорожной веткой, которая соединяет станции Анапа и Гостагаевская Краснодарского региона Северо-Кавказской железной дороги.

## Население
| 2002 | 2010 |
| ---- | ---- |
| 177  | ↗317 |

## Инфраструктура
Объекты социальной инфраструктуры отсутствуют. Застроен, в основном, одно- и двухэтажными домами.